# فيلهلم الثالث، لاندغراف تورينغيا
فيلهلم الثالث (بالألمانية: Wilhelm III)‏ (30 أبريل 1425 - 17 سبتمبر 1482)؛ لُقب بـ الشجاع؛ (الألمانية: Wilhelm der Tapfere)؛ كان لاندغراف تورينغيا، وأيضا ادعى لقب دوق لوكسمبورغ منذ 1547؛ في الواقع يعتبر فيلهلم الثاني حاكم تورينغيا وأيضا في لوكسمبورغ، وبينما أصبح مارغريف مايسن كـ فيلهلم الثالث.
هو الابن الأصغر لـ فريدرخ الأول الحربي ناخب ساكسونيا وزوجته كاثرينا من براونشفايغ-لونيبورغ، في 2 يونيو 1446 تزوج من آن من النمسا الابنة الكبرى لـ ألبرخت الثاني ملك ألمانيا وإليزابيث من لوكسمبورغ ابنة الإمبراطور سيغيسموند، ومن خلالها أصبحا دوقا لوكسمبورغ بين 1457 حتى 1469.
وأنجبت له:-
- مارغريت (1449 - 13 يوليو 1501) تزوجت من يوهان الثاني ناخب براندنبورغ، من نسلها ناخبو براندنبورغ المباشر ثم ملوك بروسيا ولاحقا أباطرة الألمان.
- كاترينا (1453 - 10 يوليو 1534) تزوجت من هنري الثاني، دوق منستربيرغ ابن جورج بوديبراد، ملك بوهيميا، ونسلها موجود حتى يومنا هذا، وخاصة في نبلاء بوهيميا الشرفاء.